# Scufundare sub gheață

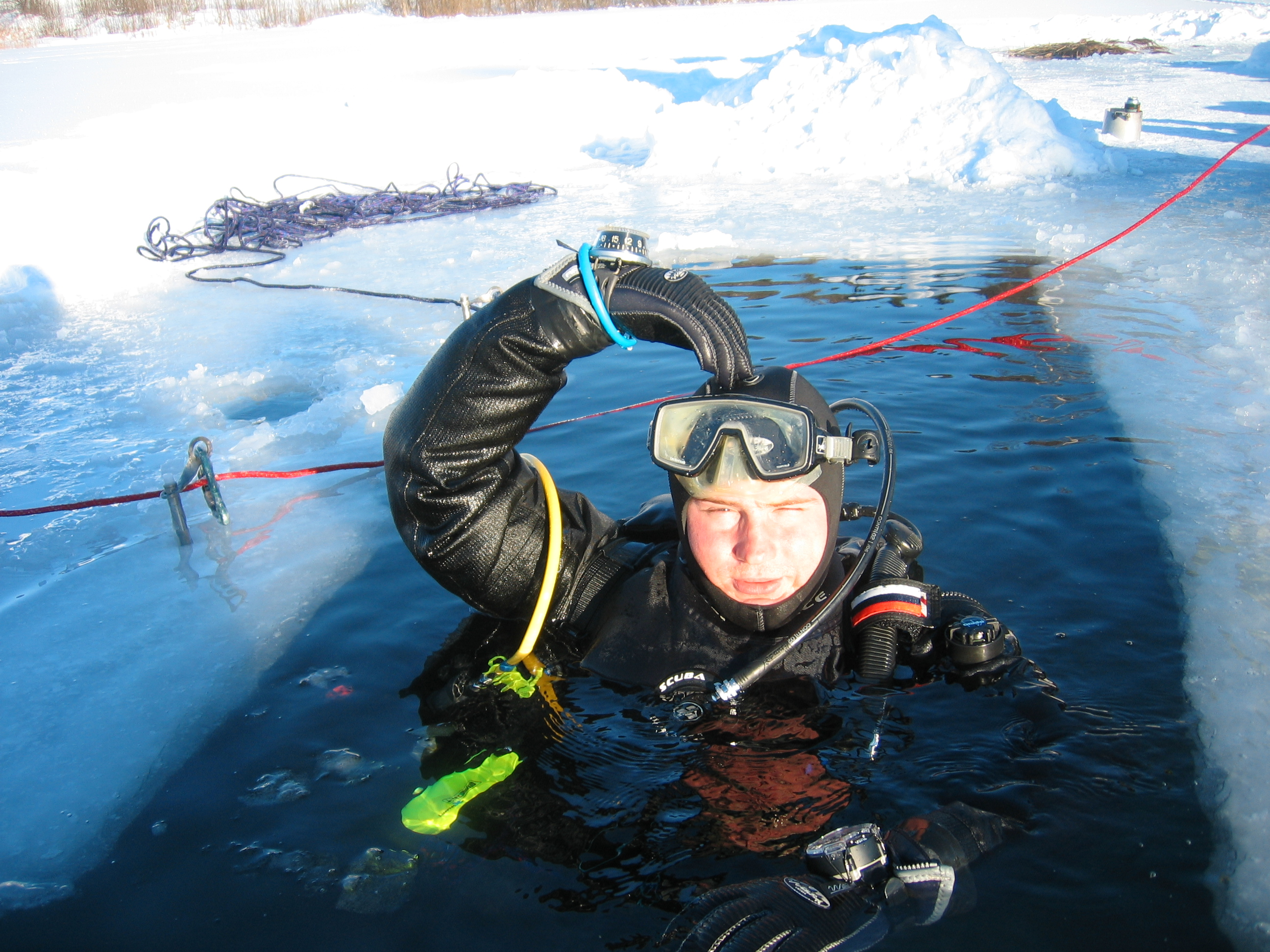
Scafandru gata pentru scufundare sub gheaţă

Scufundarea sub gheață, practicată în general în lacuri, este rezervată scafandrilor avansați. Aceasta datoriră faptului că nu există nici un mijloc de revenire rapidă la suprafață, trebuie ca scafandrul să fie apt pentru efectuarea de trasee subacvatice lungi aplicând regulile de securitate. De asemenea, trebuie acordată o atenție deosebită faptului că frigul diminuează capacitatea fizică și mentală a scafandrului, motiv pentru care scafandrii trebuie să aibă o pregătire fizică, psihică și tehnică care să le permită executarea corectă a diferitelor procedee specifice scufundării sub gheață.
Scufundările sub gheață sunt foarte asemănătoare scufundărilor în peșteri, necesitând același tip de echipament și fiind, în unele privințe, chiar mai periculoase decât acestea din urmă. Aceasta datorită în special temperaturilor scăzute ale apei, care conduc la apariția senzației de frig la scafandrii aflați sub gheață. Frigul influențează atât capacitatea mentală și fizică a scafandrului, cât și funcționarea echipamentului de scufundare. 
Din acest motiv se recomandă ca detentorul să fie bine uscat și uns, iar butelia să fie încărcată în mod lent pentru a nu da posibilitatea formării condensului.
În prezent există posibilitatea utilizării detentoarelor cu sistem antiîngheț. Aerul cu care se încarcă butelia trebuie să fie complet uscat pentru a preveni înghețarea apei conținută în aer. Se recomandă folosirea subveșmintelor, iar costumul de protecție termică (de preferat costumul uscat) trebuie să fie în perfectă stare de folosire.
Scufundarea sub gheață se efectuează numai în echipă, doi scafandri fiind în apă, iar alți doi scafandri aflându-se la suprafață și oferind suportul necesar. Se recomandă ca în timpul efectuării scufundării sub gheață, scafandrii să nu se apropie de fundul lacului, rămânând la 3 ... 4 m sub gheață. Aceasta pentru a nu agita depunerile de sedimente.
„Firul-ghid” (saula-călăuză) trebuie să fie foarte rezistent și trebuie legat de un amaraj fix pe gheață sau pe mal. Capătul din apă al „firului-ghid” trebuie să fie legat de scafandru și nu de echipament. Codul de semne utilizat trebuie bine știut, atât de către scafandrii din apă cât și de către scafandrii ce alcătuiesc echipa de suprafață.